# Khalid Chaouki
Khalid Chaouki (Casablanca, 1º gennaio 1983) è un politico italiano di origine marocchina.

## Biografia
Nato a Casablanca, in Marocco, il 1º gennaio del 1983, Chaouki emigra con la propria famiglia in Italia a nove anni, crescendo tra Parma e Reggio Emilia. Sin da adolescente si impegna nel mondo del volontariato in seno alla comunità islamica italiana. 
Nel 2001 è tra i fondatori dell'associazione "Giovani musulmani d'Italia" (GMI) e delegato nel Comitato garanti (fino al 2011); nel 2003 viene eletto presidente della stessa. Dal 2005 al 2010 è membro della Consulta per l'islam italiano presso il Ministero dell'Interno.
Di professione è un giornalista (ha lavorato presso l'agenzia di stampa ANSAmed) ed ha collaborato con il Corriere del Mezzogiorno, la Repubblica, Reset, Il Riformista, Al Jazeera; risiede a Roma.
Dall'ottobre 2017 fino alle sue dimissioni nel luglio 2019 è stato presidente del Centro Islamico Culturale d'Italia, l'ente che ha in gestione la Grande Moschea di Roma.

### Attività politica
Sin da quando frequentava le scuole superiori ha militato nella Sinistra Giovanile e con la nascita del Pd ha aderito a quest'ultimo, ricoprendo vari incarichi tra cui, nel 2008, quello di responsabile nazionale seconde generazioni dei Giovani Democratici.
Alle elezioni politiche del 2013 viene eletto deputato della XVII legislatura della Repubblica Italiana, nella circoscrizione XX Campania 2 per il Partito Democratico. Ha fatto parte della delegazione presso l'Assemblea parlamentare del Consiglio d'Europa dal 26 giugno 2013 e dell'Assemblea parlamentare dell'Unione per il Mediterraneo dal 5 aprile 2013. 
Inizialmente vicino alla linea di Matteo Renzi, dal 2017 è maggiormente vicino alla minoranza guidata da Michele Emiliano. In vista delle elezioni politiche del 2018 Chaouki decide di non ricandidarsi, poiché impegnato con la presidenza della moschea di Roma.

## Controversie
È stato citato in giudizio dalla sua assistente parlamentare, perché per cinque anni avrebbe omesso di versarle i contributi previdenziali, per la somma di 12.500 euro. Interpellato in proposito da il Fatto Quotidiano, ha dichiarato che si era trattato di un ritardo..

## Opere
- Salaam, Italia! La voce di un giovane musulmano italiano, Aliberti editore, 2005.
- Leghisti brava gente, Stranieri in Italia, 2013.
- Uccidere l'umanità intera. La strage di Parigi e il futuro dell'Europa multiculturale, Eir, 2015